# Bungarus multicinctus
El krait con muchas bandas de Taiwán (Bungarus multicinctus) es una especie de elápido venenoso que produce α-bungarotoxina (Alfa-Bungarotoxina).

## Distribución geográfica
Esta serpiente se puede encontrar distribuida por Taiwán, sur de China (incluyendo Hong Kong, Hainán), Birmania, Laos, norte de Vietnam, Tailandia. 

## Veneno y toxinas
El veneno del krait común consiste de neurotoxinas  pre y postsinápticas (conocidas como Alfa-Bungarotoxinas y Beta-Bungarotoxinas, entre otras). La entrega promedio de veneno de especímenes en criaderos de serpientes es alrededor de 4,6 mg—19,4 mg por mordida.  El veneno es altamente tóxico con valores de LD50 de 0,09 mg/kg.—0,108 mg/kg. SC, 0,113 mg/kg IV y 0,08 mg/kg IP en ratones. 
Basado en varios estudios de  LD50, el krait común está entre las serpientes terrestres más venenosas del mundo.
La α-bungarotoxina es importante para la histología neuromuscular, es conocida por unirse en forma irreversible a los receptores de la unión neuromuscular, y puede ser marcado con proteínas fluorescentes tales como proteína verde fluorescente o la rodamina, tintura tetrametilrodamina isotiocianato.
Una serpiente de esta especie fue la responsable de la muerte del herpetólogo Joseph Bruno Slowinski.

### Síntomas clínicos
Los síntomas locales de las víctimas mordidas por krait común usualmente no producen ni dolor ni inflamación serias; Las víctimas se sienten un poco de picazón y entumecimiento. Los síntomas sistémicos se presentan, en general, de una a seis horas después de ser mordido por esta serpiente. Pueden incluir ptosis bilateral, diplopía, malestar en el pecho, dolor general, sensación de debilidad en los miembros, ataxia, glosólisis, pérdida de voz, disfagia, visión de túnel y dificultad para respirar. En caso de mordedura grave, puede ocurrir la supresión de la respiración, provocando la muerte.
Sin tratamiento, la tasa de mortalidad causada por las picaduras de esta especie varía entre los diferentes estudios, que van del 25 al 35% [16] a 70–100%. Durante la guerra de Vietnam, los soldados estadounidenses se referían al krait de muchas bandas como la "serpiente de dos pasos", en la creencia errónea de que su veneno era tan letal, que de sufrir una mordedura, causaba la muerte después de dar solo dos pasos.
El krait común ganó notoriedad en todo el mundo después de que un espécimen juvenil mordió y ocasionó la muerte al Dr. Joe Slowinski el 11 de septiembre de 2001 en Birmania. Murió 29 horas después de ser mordido.